# Побору (Олт)
Побору (рум. Poboru) насеље је у Румунији у округу Олт у општини Побору. Oпштина се налази на надморској висини од 279 m.

## Становништво
Према подацима из 2002. године у насељу је живело 2415 становника, од којих су сви румунске националности.

### Хронологија
| Година       | 1992 | 1993 | 1994 | 1995 | 1996 | 1997 | 1998 | 1999 | 2000 | 2001 | 2002 | 2003 | 2004 | 2005 | 2006 | 2007 | 2008 | 2009 | 2010 | 2011 | 2012 | 2013 | 2014 | 2015 | 2016 | 2017 |
| ------------ | ---- | ---- | ---- | ---- | ---- | ---- | ---- | ---- | ---- | ---- | ---- | ---- | ---- | ---- | ---- | ---- | ---- | ---- | ---- | ---- | ---- | ---- | ---- | ---- | ---- | ---- |
| Становништво | 2458 | 2429 | 2417 | 2398 | 2386 | 2356 | 2371 | 2350 | 2352 | 2308 | 2284 | 2272 | 2279 | 2249 | 2210 | 2213 | 2181 | 2169 | 2124 | 2089 | 2084 | 2060 | 2012 | 1993 | 1956 | 1922 |